# سليم (اسم)
سليم هو اسم علم مذكر من أصل عربي، ومعناه هو سليم القلب الخالي من العيوب مخلص النية ويطلق أيضا علي الشخص الجريح الملدوغ المشرف على الهلاك؛ سموه بذلك تفاؤلًا بالسلامة والنجاة من الموت.

## شخصيات تحمل الاسم
- سليم آغوس (سياسي إندونيسي، 8 أكتوبر 1884[4] – 4 نوفمبر 1954[4])
- سليم الأول (سلطان عثماني من الدولة العثمانيه/ أول خليفة في آل عثمان، 10 أكتوبر 1470 – 22 سبتمبر 1520)
- سليم الثالث (سلطان عثماني، 24 ديسمبر 1761[5][6] – 28 يوليو 1808[5])
- سليم الثاني (سلطان عثماني، 28 مايو 1524[7] – 15 ديسمبر 1574[7])
- سليم الحص (سياسي لبناني ورئيس وزراء سابق ووزير سابق، 20 ديسمبر 1929 – )
- سليم إدريس (عسكري سوري، 1957 – )
- سليم بن عاشور (لاعب كرة قدم تونسي، 8 سبتمبر 1981[8] – )
- سليم خان يندرباييف (12 سبتمبر 1952 – 13 فبراير 2004)
- سليم هاربو (11 يناير 1924[9][10] – 31 يناير 1970[9][10])
- سليم يشار (مصارع هاوي تركي، 20 فبراير 1990 – )
- سليم كلاس (ممثل سوري)
- سليم البشري (شيخ مصري)

## شخصيات خيالية تحمل الاسم
- سليمان شاكر

## وصلات خارجية
- موسوعة السلطان قابوس لأسماء العرب نسخة محفوظة 5 أبريل 2019 على موقع واي باك مشين.